# Ruben Schelbert
Ruben Schelbert (Muotathal, 11 december 1988) is een voormalige Zwitserse handbalspeler en tegenwoordig coach van Quintus.
Schelbert maakte op 2 januari 2010 zijn debuut in de Zwitserse nationale ploeg tegen Groot-Brittannië.